# William Veazie Pratt
William Veazie Pratt, ameriški admiral, * 28. februar 1869, Belfast, Maine, † 25. november 1957.